# Gavin & Stacey
Gavin & Stacey ist eine britische Sitcom, die von James Corden und Ruth Jones geschrieben wurde.

## Szenario

### Staffel 1
Die Show zeigt die Romanze zwischen Gavin und Stacey. Gavin lebt noch Zuhause bei seinen Eltern, Pam und Mick in Essex und verbringt viel Zeit mit seinem besten Freund Smithy. Stacey hingegen lebt mit ihrer verwitweten Mutter Gwen zusammen in Barry in der Nähe von Cardiff in Wales und wird oft von ihrer besten Freundin Nessa besucht. Ihre Unterschiede in Herkunft und Kultur sind jedoch kein Hindernis für ihre Romantik, die aufblüht, als sie sich zum ersten Mal treffen, nachdem sie sich geschäftlich am Telefon kennengelernt und immer wieder miteinander telefoniert haben. Staceys Vormund, ihr Onkel Bryn hat es sich zur Aufgabe gemacht, nach seiner Nichte Ausschau zu halten, wenn er nicht gerade von seinem fehlerhaften Satellitennavigationssystem besessen ist, während Gavin von seiner teils emotional instabilen Mutter Pam begeistert ist, die nur das Beste für ihren „kleinen Prinzen“ will. Der Weg zur Hochzeit der beiden ist gelegentlich etwas steinig und so müssen die unterschiedlichen Familien und Freunde von Gavin und Stacey lernen, miteinander auszukommen. Die zwei besten Freunde des Brautpaares, Nessa und der Trauzeuge Smithy, verstehen sich gut, aber leider immer nur dann, wenn sie betrunken sind. Ansonsten hegen die beiden eher eine gegenseitige Abneigung und doch kommt es immer wieder zu One-Night-Stands.

### Staffeln 2 und 3
In Staffel 2 gehen die Flitterwochen für die frischvermählten zu Ende und somit beginnt für Gavin und Stacey das Eheleben im Haus der Shipman-Familie in England. Doch als die Realität eines Lebens im weit entfernten Essex für Stacey einsetzt, vermisst sie ihr Zuhause auf Barry Island zusammen mit ihrer Mutter Gwen und ihrem Onkel Bryn. In der Zwischenzeit müssen sich Nessa und Smithy ihrer eigenen Realität stellen: Sie sind nicht einmal so was wie Freunde und dennoch ist Nessa schwanger von Gavins bestem Freund Smithy. Dann lässt dieser sie auch noch bei der Geburt ihres Babys alleine.
In Staffel 3 ziehen Gavin und Stacey nach Barry Island, was für die Familien der beiden eine Menge großer Veränderungen bedeutet. Pam und Mick müssen sich an ein leeres Nest in Essex gewöhnen, während Staceys Mutter sich wieder über ein volles Haus freuen kann. Stacey ist in ihrem Element, aber wird dies endlich die Lösung für das Problem des Paares sein? Und wie wird sich Gavin in Wales einleben? Smithy hinterfragt seine Freundschaft mit Gavin und seine Rolle als Vater. Nun ist Nessa auch noch mit einem anderen verlobt – wird Smithy sich so ausgeschlossen fühlen? Wie wird das Leben für Nessa und ihren zukünftigen Ehemann Dave in einem Wohnwagen aussehen?

## Besetzung
- Mathew Horne: Gavin Shipman – auch genannt „Gav“, „Gavlar“ oder „Gavalar“, der lustige und enthusiastische vernünftige Protagonist aus Billericay, Essex
- Joanna Page: Stacey Shipman (geb. West) – temperamentvolle Protagonistin aus Barry, Wales
- James Corden: Neil “Smithy” Smith – Gavins ältester und bester Freund, der auch in Billericay, Essex lebt. Smithy ist oft eifersüchtig auf Gavin und Staceys Beziehung und hat eine komplizierte Beziehung mit Nessa, mit der er später ein Kind bekommt
- Ruth Jones: Vanessa Shanessa „Nessa“ Jenkins – Stacey älteste und beste Freundin, die auch aus Barry kommt. Sie bekommt ein Kind mit Smithy, Neil Noel Edmund Smith und verlobt sich später mit Dave „Coaches“ Lloyd Gooch
- Larry Lamb: Michael „Mick“ Shipman – Gavins auf dem Boden gebliebener Vater. Er ist bescheiden und fürsorglich
- Alison Steadman: Pamela Andrea „Pam“ Shipman (geb. Grglaszewska) – Gavins überfürsorgliche Mutter. Sie ist manchmal etwas exzentrisch und vergisst, was sie sagt
- Rob Brydon: Brynfor „Bryn“ West – auch bekannt als „Onkel Bryn“, Staceys beschützender und doch naiver Onkel und Gwens Schwager. Bryns Bruder Trevor, Staceys Vater, starb schon vor der Serie und Bryn hilft der Familie, damit klarzukommen
- Melanie Walters: Gwen West – Staceys fürsorgliche, verwitwete Mutter. Sie hat auch noch einen älteren Sohn, Jason, der in Spanien lebt. Sie macht ständig Omelette
- Margaret John: Doris O’Neill – Ältere Nachbarin und Freundin von Gwen und Bryn

## Handlung

### Staffel 1
Die erste Staffel beginnt mit dem Leben der beiden Hauptfiguren Gavin Shipman (Mathew Horne) und Stacey West (Joanna Page). Gavin ist 28 Jahre alt und lebt noch Zuhause bei seinen Eltern Mick Shipman (Larry Lamb) und Pam Shipman (Alison Steadman) in Billericay, Essex. Er und Stacey lernen sich auf der Arbeit über das Telefon kennen und entschließen sich dann dazu sich zu treffen. Die beiden gehen mit ihren jeweils besten Freunden Neil „Smithy“ Smith (James Corden) und Vanessa „Nessa“ Jenkins (Ruth Jones) auf ein Doppeldate. Die gemeinsame Nacht endet darin, dass Gavin und Stacey in ein Hotelzimmer zurückkehren und miteinander schlafen, genau wie Nessa und Smithy. Gavin und Stacey verlieben sich nach dieser Nacht ineinander, währenddessen Smithy und Nessa einfach nur froh darüber sind, ihren betrunkenen One-Night-Stand vergessen zu können und danach so wenig Kontakt wie möglich miteinander aufnehmen zu müssen. In der restlichen Serie setzen Gavin und Stacey ihre gelegentlich steinige Fernbeziehung fort, bevor sie sich am 6. April 2007 verloben und heiraten. Die erste Staffel endet damit, dass Nessa Smithy darüber informiert will, dass sie schwanger mit seinem Kind ist, ihre Meinung dann aber doch in letzter Minute ändert und sich dazu entscheidet es ihm nicht zu sagen.

### Staffel 2
Die zweite Staffel beginnt mit der Rückkehr des Brautpaares von ihrer Hochzeitsreise in Griechenland. Gavin und Staceys Schwiegereltern treffen sich im Haus der Shipmans wieder, wo Nessa einige schockierende Enthüllungen hat, besonders für Smithy. Dieser erfährt, dass Nessa von ihm schwanger ist und, obwohl er sie überhaupt nicht leiden kann, versichert er ihr, dass er sie mit dem Kind unterstützen wird. In der Zwischenzeit geraten Gavin und Stacey, die bei Gavins Eltern wohnen, in Schwierigkeiten, weil Stacey Probleme damit hat, einen Job zu finden und ihre Familie in Barry vermisst. Sie versuchen das Problem zu lösen, indem sie nach einer Wohnung in Essex suchen, doch Stacey ist immer noch nicht zufrieden und zieht in Erwägung, wieder nach Wales zu ziehen. In der letzten Folge der zweiten Staffel zieht Stacey ihren Ehering aus, was Gavin sehr zu beunruhigen scheint und gleichzeitig fangen Nessas Wehen einen Monat zu früh an. Stacey und Gavins Eltern eilen nach Wales, um bei Nessa zu sein, während Gavin und Smithys Schwester Rudi (Sheridan Smith) auf der Suche nach Smithy sind und ihn dann irgendwann in einer Kneipe beim Fußball gucken finden. Am Ende bringt Nessa einen gesunden Jungen namens Neil zur Welt und Gavin und Stacey beschließen, ihre Differenzen beiseite zu legen und kommen wieder zusammen.

### Staffel 3
In der dritten Staffel beginnt Gavin seinen neuen Job in Wales und seine Eltern und Smithy reisen nach Barry, um an der Taufe von Nessas Sohn Neil teilzunehmen. In der nächsten Folge verbringen Gavin, Stacey, Nessa und ihr Sohn Neil das Wochenende bei Pam und Mick. Nach einer Nacht voller Alkohol wird angenommen, dass Nessa und Smithy erneut Sex hatten, nachdem sie am nächsten Morgen im selben Bett aufwachen. Gavin und Stacey wollen nun auch ein Baby bekommen und Stacey ist verärgert und enttäuscht, als sie erfährt, dass sie eventuell keine Kinder bekommen können. Gavin ist deprimiert und mit dem Thema beschäftigt. Pam, Mickey und Smithy wollen ihn aufheitern und arrangieren an einem sonnigen Feiertag eine Überraschungsreise nach Barry Beach. Nessa und Dave geraten aneinander, als er von ihrem angeblichen Geschlechtsverkehr mit Smithy erfährt, aber die beiden beschließen, die Hochzeit fortzusetzen. In der letzten Folge findet Stacey heraus, dass sie nun doch schwanger ist und ist überglücklich. Smithy taucht bei der Hochzeit von Ness und Dave mit Neil auf, bittet sie, ihn nicht zu heiraten und wirft ihr vor, Dave nicht zu lieben. Überraschenderweise stimmt Dave Smithy zu und de Zeremonie wird abgebrochen. Die Staffel endet damit, dass die vier (Gavin, Stacey, Smithy und Nessa) sechs Monate später am Strand von Barry mit einer sichtbar schwangeren Stacey zu sehen sind.

## Produktion

### Idee & Rollenverteilung
Die Idee für die Serie kam James Corden während eines Hochzeitsempfangs und er entwickelte die Idee mit der Co-Autorin Ruth Jones, die er während der Dreharbeiten zum ITV-Drama Fat Friends kennenlernte. Corden behauptet, von der Geschichte seines besten Freundes Gavin im wirklichen Leben inspiriert worden zu sein, der seine Frau telefonisch bei der Arbeit kennenlernte. Sie präsentierten dem Sender BBC die Idee als einmaliges Stück, doch stattdessen bat BBC um eine vollständige Serie.
Die Rollen von Gavin und Stacey wurden durch ein Vorsprechen besetzt, aber Mathew Horne und Joanna Page überzeugten sofort durch ihre gemeinsame Chemie. Die Rollen von Nessa und Smithy wurden von Corden und Jones für sich selbst geschrieben. Einige der anderen Rollen wurden ebenfalls speziell für bestimmte Schauspieler geschrieben. Onkel Bryn wurde extra für Rob Brydon geschrieben, der mit Jones zur Schule ging, während Pam speziell für Alison Steadman geschrieben wurde, die auch an Fat Friends gearbeitet hatte. Jones hatte in ihrer Sitcom Nighty Night mit Julia Davis zusammengearbeitet und die Rolle der Dawn war für sie geschrieben worden. Außerdem war Corden mit Adrian Scarborough gemeinsam in The History Boys zu sehen, was dazu führte, dass er für die Rolle des Pete ausgewählt wurde. Die Rollen von Mick und Gwen wurden in einem Vorsprechen besetzt, während die Rollen von Gavins Freunden Cordens Co-Stars in The History Boys zugesprochen wurden.

### Debüt
Nach dem Debüt der Serie auf BBC Three wurde bald eine zweite Staffel in Auftrag gegeben. Über die zweite Staffel sagte Corden: „Es ist die Show, die wir machen wollten. Wenn die Leute es mögen, mögen sie es. Wenn sie es nicht tun, dann tun sie es eben nicht. Das ist ein schönes Gefühl, das ziemlich befreiend ist.“ Danach war anfangs noch nicht klar, ob es eine dritte Staffel geben würde oder nicht. In einem Interview im April 2008 sagte Jones, dass sie eigentlich nie eine zweite geschweige denn eine dritte Staffel schreiben wollten und abwarten würden wie das Weihnachtsspecial läuft. James Corden und Ruth Jones beendeten den endgültigen Entwurf der Weihnachtsspecials im September 2008 und schlossen zu derselben Zeit das Schreiben einer dritten Staffel aus, aufgrund des hohen Drucks anderer Arbeiten und dem wiederkehrenden Wunsch kein Skript produzieren zu wollen, das unter ihrem Standard liegt. Nach der Premiere der Weihnachtsspecials 2008 strahlte BBC Three einen Making-of-Dokumentarfilm mit dem Titel 12 Days of Christmas über das Special aus. Corden und Jones kündigten schließlich an, dass am 21. Dezember 2008, kurz vor der Ausstrahlung des Weihnachtsspecials, eine dritte Staffel produziert werden würde, als Jones ihre letzte Radiosendung zum Sonntagsbrunch von BBC Radio Wales vor einem Live-Publikum auf Barry Island aufführte.

#### Weihnachtsspecial
2019 wurde ein Weihnachtsspecial ausgestrahlt.

## Auszeichnungen
Die Show wurde für mehrere Preise nominiert und auch ausgezeichnet. Zwei bemerkenswerte Preise waren der Publikumspreis der British Academy Television Awards (BAFTAs) und der Best TV Comedy Award der British Comedy Awards, beide im Jahr 2008.
Bei den British Comedy Awards im Dezember des Jahres zuvor (2007) gewann die Serie von Corden und Jones Best New British TV Comedy und verlor in der Kategorie Best New TV Comedy gegen die Serie Peep Show. James Corden gewann Best Male Comedy Newcomer und Ruth Jones Best Female Comedy Newcomer. Gleichzeitig waren in der gleichen Kategorie auch die anderen Darsteller Mathew Horne und Joanna Page nominiert worden. Die Show wurde ebenfalls als Best New TV Sitcom bei den Comedy.co.uk Awards 2007 nominiert und gewann die Auszeichnung in dieser Kategorie.
Im April 2008 gewann Gavin & Stacey zwei Auszeichnungen in den British Academy Television Awards. Den Publikumspreis und die beste Comedy-Aufführung für James Corden. Im Dezember wurde die Serie bei den British Comedy Awards 2008 als beste TV-Komödie ausgezeichnet.
Bei den BAFTAs 2009 wurde Rob Brydon in der Rolle des Bryn für die beste Comedy-Aufführung nominiert. Im Januar 2010 gewann Gavin & Stacey den Preis für die beste Komödie bei den National Television Awards.

## Kritik
Im April 2008, unmittelbar nach dem Ende der zweiten Staffel von Gavin & Stacey, beschrieb The Guardian die Serie als „den größten Breakout Comedy Hit der BBC Three seit Little Britain“, während Deborah Orr sie beschrieb als „liebenswürdig, unvorhersehbar, gut geschrieben und gleichzeitig gut gespielt und dazu noch unterhaltsam. Es ist eine gute Serie, die ihren Platz in einer abgenutzten komödiantischen Entwicklung einnimmt, die bis zu The Liver Birds zurückreicht.“
The Independent beschrieb, kurz bevor die dritte Staffel von Gavin & Stacey ausgestrahlt wurde, wie sich die Serie von einem respektablen Debüt auf BBC Three zu einer preisgekrönten Show mit Mainstream-Popularität nach dem BBC2-Weihnachtsspecial entwickelt hatte. Andere waren wiederum der Meinung, dass die Show nicht versuchen sollte, über sich hinauszuwachsen. Mit der Akzeptanz des Mainstreams war The Independent jedoch der Meinung, dass die Show alle Zutaten hatte, um eine „publikumswirksame Sitcom in der Tradition von Only Fools and Horses und The Royle Family zu werden, die Serie für Serie und Weihnachtsspecial für Weihnachtsspecial herausbringen könnte“, obwohl die Drehbuchautoren zu diesem Zeitpunkt bereits ausgeschlossen hatten, weitere vollständige Staffeln zu veröffentlichen.
Im Jahr 2019 wurde Gavin & Stacey in einer Umfrage der Radio Times zur 17. Größten britischen Sitcom aller Zeiten gekürt.